# Harmonie (Kempten)

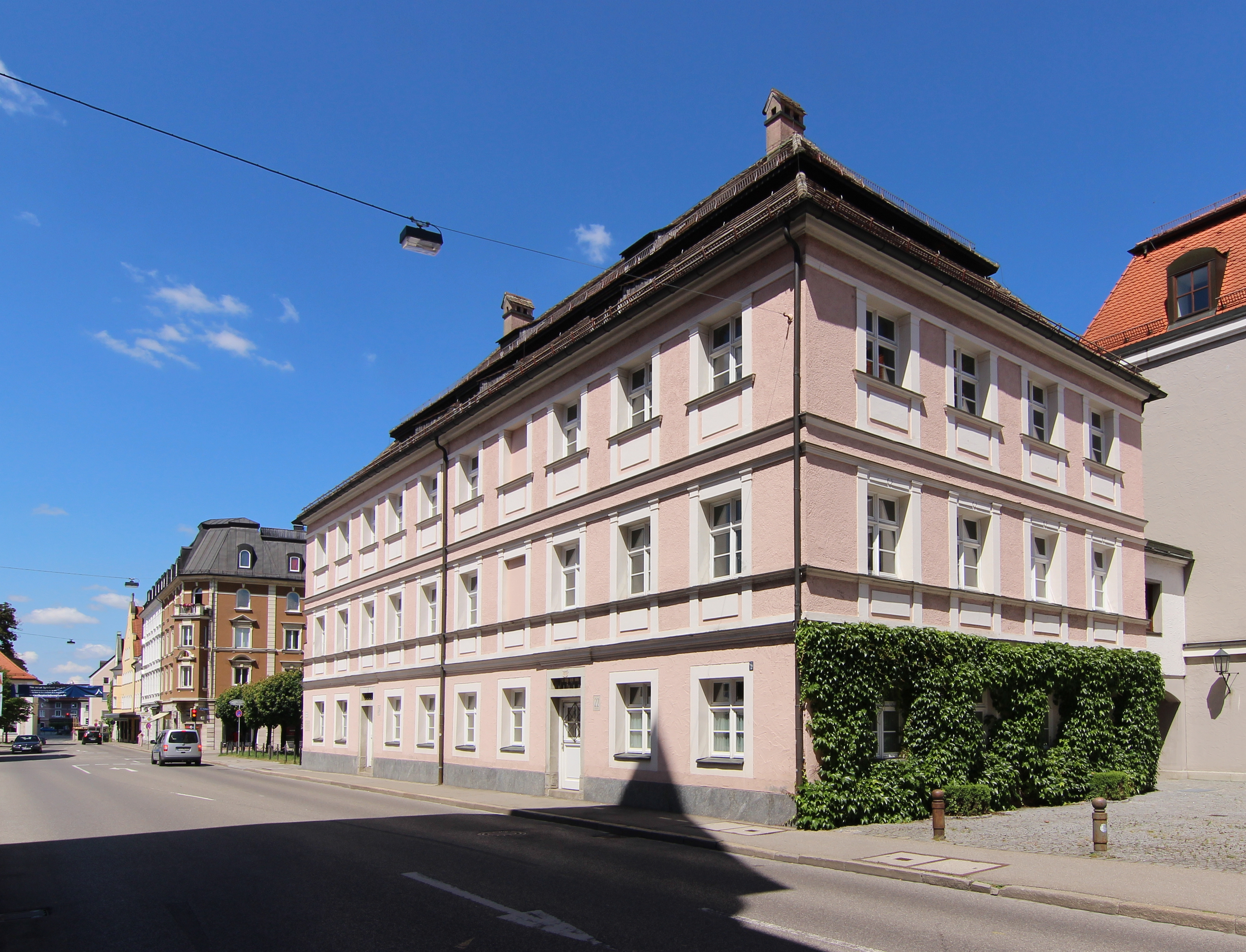
Die Harmonie in Kempten

Als Harmonie wird ein denkmalgeschütztes Bauwerk mit der Anschrift Salzstraße 22 in Kempten (Allgäu) bezeichnet, welches von 1821 bis 1928 der Sitz der Gesellschaft „Harmonie“ war. Es ist ein dreigeschossiges Doppelhaus mit einem Mansarddach. Die nördliche Hälfte wurde 1736 erbaut, die südliche erst 1761 im Auftrag des Fürstabts Honorius Roth von Schreckenstein (reg. 1760–1785). Die Fassaden wurden im Jahr 1786 erneuert. Einige Räumlichkeiten haben Stuckaturen aus dem mittleren 18. Jahrhundert.
Nordöstlich der Harmonie steht der Flora-Tempel, der am ursprünglichen Standort weiter nördlich das Zentrum der Gartenanlagen der Harmonie bildete.